# Nippon BS Broadcasting
Nippon BS Broadcasting Corporation (яп. 日本BS放送株式会社, Nippon Bīesu Hōsō Kabushiki Gaisha) (TYO: 9414
) — приватна супутникова станція в Канді, Токіо, Японія. Це незалежна телевізійна станція, яка є дочірньою компанією Bic Camera. Назва каналу — BS11 (BS Eleven), до 31 березня 2011 року — BS11 Digital. Канал був заснований як Nippon BS Broadcasting Project (яп. 日本BS放送企画株式会社, Nippon Bīesu Hōsō Kikaku Kabushiki Kaisha) 23 серпня 1999 року, і 28 лютого 2007 року змінив назву на Nippon BS Broadcasting, а 1 грудня 2007 року розпочалося телевізійне мовлення у форматі високої чіткості.
BS11 надає високий пріоритет програмам новин, спорту, корейським драмам, телешоу, аніме, включаючи нічні аніме та 3D-телевізійні програми.

## Канал
- Телебачення: BS211ch